# Elizabeth Hand
Elizabeth Hand (Yonkers, 29 maart 1957) is een Amerikaanse schrijfster van fictie, sciencefiction en fantasy. Ze won hiervoor onder meer vier World Fantasy Awards, een Nebula Award, een Mythopoeic Award en een Otherwise Award.

## Biografisch
Hand groeide op in Yonkers en studeerde antropologie aan de Catholic University of America. Ze verhuisde in 1988 naar Maine, waar veel van haar verhalen zich afspelen. Ze debuteerde in 1998 als schrijfster met het korte verhaal Prince of Flowers. Haar eerste boek verscheen twee jaar later met als titel Winterlong, een post-apocalyptisch horrorsprookje over een meisje met een bijzondere gave die een taboeloze wereld moet doorkruisen om een kwaadaardige kracht te stoppen. Dit bleek het begin van een trilogie die ze vervolgde in haar volgende twee boeken, Aestival Tide en Icarus Descending.
Na het afronden van de Winterlong-serie bracht Hand in 1994 het boek Waking the Moon uit. Hierin gaat het hoofdpersonage studeren op een universiteit die een dekmantel blijkt van een oeroude sekte die tegen een godin strijdt. Hand won hiervoor een Mythopoeic Award en een Otherwise Award. Datzelfde jaar publiceerde ze ook de novelle Last Summer at Mars Hill. Dit gaat over een meisje dat samen met haar zieke moeder de zomer doorbrengt in een magische retraite. Hiervoor won Hand zowel een Nebula Award als haar eerste World Fantasy Award.
Hand schreef naast fantasy en sciencefiction een aantal misdaadboeken rondom hoofdpersonage Cass Neary, een aan lager wal geraakte fotografe die voor raadsels wordt gesteld die ze onder grauwe omstandigheden probeert op te lossen. Daarnaast schreef Hand een aantal boeken binnen de Star Wars Expanded Universe (over Boba Fett) en een aantal filmadaptaties.

### Boeken
- 1988 - Winterlong (Winterlong-trilogie I)
- 1992 - Aestival Tide (Winterlong-trilogie II)
- 1993 - Icarus Descending (Winterlong-trilogie III)
- 1994 - Waking the Moon (Mythopoeic Award, Otherwise Award)
- 1994 - Last Summer at Mars Hill (novelle, World Fantasy Award, Nebula Award)
- 1997 - Glimmering
- 1999 - Black Ligh (novelle)
- 2000 - Chip Crockett's Christmas Carol (novelle)
- 2002 - Cleopatra Brimstone (novelle)
- 2003 - The Least Trump (novelle)
- 2004 - Mortal Love
- 2006 - Chip Crockett's Christmas Carol
- 2006 - Illyria (novelle, World Fantasy Award)
- 2007 - The Bride of Frankenstein: Pandora's Bride
- 2010 - The Maiden Flight of McCauley's Bellerophon (novelle, World Fantasy Award)
- 2012 - Radiant Days
- 2015 -  Wylding Hall (novelle)
- 2019 - Curious Toys
- 2020 - The Book of Lamps and Banners
- 2022 - Hokuloa Road
- 2023 - A Haunting on the Hill

Cass Neary-serie
- 2007 - Generation Loss
- 2012 - Available Dark
- 2016 - Hard Light
- 2020 - The Book of Lamps and Banners

Star Wars Expanded Universe
- 2003 - Boba Fett: Maze Of Deception
- 2003 - Boba Fett: Hunted
- 2004 - Boba Fett: A New Threat
- 2004 - Boba Fett: Pursuit

Adaptaties
- 1995 - 12 Monkeys
- 1997 - Millennium: The Frenchman
- 1998 - The X-Files
- 1999 - Anna and the King
- 2001 - The Affair of the Necklace
- 2004 - Catwoman

### Verhalenbundels
- 1998 - Last Summer at Mars Hill: And Other Short Stories
- 2003 - Bibliomancy (World Fantasy Award)
- 2006 - Saffron and Brimstone: Strange Stories
- 2012 - Errantry